# Dominique de Keuchel
Dominique de Keuchel est un acteur français, né le 5 mars 1956 dans le 9e arrondissement de Paris et mort le 31 juillet 2004 à Vernet-les-Bains (Pyrénées-Orientales).

## Biographie
Dominique de Keuchel a interprété Jean, dit « Brasse-Bouillon », dans le téléfilm Vipère au poing. Son film plus célèbre reste Mon oncle Benjamin (1969) dans lequel il a joué l'orphelin Gaspard qui devient le neveu de Benjamin et qui accompagne à la fin du film le couple Jacques Brel et Claude Jade dans leur exil. Au théâtre, il a interprété Joas dans Athalie de Racine à la comédie Française en 1969.
Il meurt à l'âge de 48 ans le 31 juillet 2004 à Vernet-les-Bains, dans les Pyrénées-Orientales. Il est inhumé aux côtés de sa mère au cimetière de Brinon-sur-Sauldre (Cher).

## Filmographie
- 1966 : Au secours Poly, au secours ! (série télévisée) d'Henri Toulout, écrit par Cécile Aubry : Naudo
- 1967 : Antigone (pièce télévisée), de Jean Cocteau, réalisé par Jean-Claude de Nesle : Un jeune garçon
- 1967 : Deslouettes père et fils (série télévisée) de Claude Robrini et Arlen Papazian : Jean Deslouettes
- 1967 : Poly et le Diamant noir (série télévisée) d'Henri Toulout, écrit par Cécile Aubry : Pascal
- 1967 : Allô Police (série télévisée) de Jean Dewever - épisode « Le Témoignage de l'écolier » : Éric
- 1968 : Tu seras terriblement gentille de Dirk Sanders
- 1969 : Mon oncle Benjamin d'Édouard Molinaro : Gaspard, l'orphelin
- 1971 : Vipère au poing (téléfilm) de Pierre Cardinal : Jean, dit « Brasse-Bouillon »
- 1971 : Silbermann (téléfilm) de Pierre Cardinal : Philippe Robin
- 1972 : La Sainte Farce (téléfilm) de Jean Pignol : Frédérico, dit « Rico »
- 1973 : Le Jeune Fabre (série télévisée) de Cécile Aubry : Paul Chevrier
- 1973 : La Duchesse d'Avila (série télévisée) de Philippe Ducrest : Alphonse à 12 ans
- 1973 : Salut l'artiste d'Yves Robert : Rodrigue Montei, le fils de Nicolas et d'Elisabeth
- 1974 : Les Petits Enfants du siècle (téléfilm) de Michel Favart : Joël
- 1974 : La Race des seigneurs de Pierre Granier-Deferre : un manifestant
- 1974 : France société anonyme d'Alain Corneau : le fumeur de haschich
- 1975 : La Vie de plaisance (téléfilm) de Pierre Gautherin : un mécanicien, un ami de Jean-Marc
- 1976 : La Grande Peur (téléfilm) de Michel Favart
- 1982 : Interdit aux moins de 13 ans de Jean-Louis Bertuccelli : Francis, l'éducateur